# Insenatura Esasperazione
L'insenatura Esasperazione (in inglese Exasperation Inlet) è una grande insenatura ricoperta di ghiaccio, larga circa 27 km e situata sulla costa di Oscar II, nella parte orientale della Terra di Graham, in Antartide. 
L'insenatura è stata ricoperta dalla piattaforma glaciale Larsen B fino all'avvenuta disintegrazione di quest'ultima, nel 2002. La piattaforma era alimentata dai vari ghiacciai che si gettano nell'insenatura o nelle varie baie situate lungo la sua costa, tra questi si possono citare il Coppa, il Melville, il Minzuhar e il Pequod. 

## Storia
L'insenatura è stata mappata per la prima volta nel 1947 dal British Antarctic Survey, che all'epoca si chiamava ancora Falkland Islands and Dependencies Survey (FIDS), che la battezzò con questo nome in virtù del fatto che la frastagliata natura del ghiaccio che ricopre l'insenatura causò notevoli difficoltà alle squadre di esploratori munite di slitta.